# Diocese de União da Vitória
A Diocese de União da Vitória (Dioecesis Unionensis a Victoria) é uma divisão territorial da Igreja Católica no estado do Paraná, criada em 3 de dezembro de 1976, com grande parte do território desmembrado da Diocese de Ponta Grossa.
Seu bispo atualmente é Dom Walter Jorge Pinto. A diocese abrange treze municípios: Bituruna, General Carneiro, Porto Vitória, Cruz Machado, União da Vitória, Paula Freitas, Paulo Frontin, Mallet, Rio Azul, Rebouças, São Mateus do Sul, São João do Triunfo e Antônio Olinto.

## História
A Diocese de União da Vitória foi criada no dia 3 de dezembro de 1976, pela Bula Pontifícia Qui Divino Consilio, do Papa Paulo VI, composta de áreas tiradas da Diocese de Ponta Grossa, da Arquidiocese de Curitiba e da Diocese de Guarapuava, sendo formada no início de 11 municípios do sul do Paraná.
Os municípios de General Carneiro e Bituruna, tirados da Diocese de Palmas, foram anexados a União da Vitória em 9 de fevereiro de 1984. Isto fez com que a nova configuração territorial, agora com mais de 10.000 Km², colocasse a Diocese no 9º lugar, territorialmente, entre as dezessete dioceses paranaenses do Rito Latino.
No momento de sua instalação, em 06 de março de 1977, a Diocese tinha menos de 8.000 Km², com 11 municípios, 12 paróquias (sendo 04 no perímetro urbano de União da Vitória, com 08 padres) e um total de 18 padres, sendo 4 seculares e 14 religiosos, com 4 municípios sem padres, mais 40 religiosas de várias congregações.
No dia 6 de março de 1977, no Estádio Ferroviário, Dom Walter Michael Ebejer, O.P. foi sagrado bispo, assumindo a Diocese como seu 1º bispo diocesano, numa cerimônia que contou com a participação do Núncio Apostólico Dom Carmine Rocco. Após a sagração episcopal foi oficialmente Instalada a Diocese.
Em fevereiro de 1984, foi inaugurado o Seminário Diocesano Rainha das Missões, para alunos do seminário menor e do Propedêutico. Em 28 de janeiro de 1985 foi inaugurando o Curso Institucional de Filosofia, e em 22 de fevereiro de 1987 o Curso de Teologia. O Seminário abriu as portas para religiosos locais e seminaristas de dioceses do centro e do nordeste do Brasil, formando grande número de padres para dioceses de fora.
A Diocese de União da Vitória foi a segunda diocese do Paraná a estabelecer o Diaconato Permanente, ordenando seus primeiros diáconos permanentes em 1982, formados na própria Diocese durante cinco anos.
Fazendo atualmente divisa com as Dioceses de Caçador – SC; Joaçaba – SC; Guarapuava – PR; Ponta Grossa – PR; São José dos Pinhais – PR; e, Curitiba – PR, a Diocese de União da Vitória abrange uma área territorial hoje de 10 mil Km², e uma População de 240 mil habitantes. É formada por 25 paróquias que integram em torno de 450 comunidades povoadas de um povo de cultura Cabocla, Polonesa, Italiana, Alemã e Ucraniana.
Sua ação evangelizadora missionária tem a atuação nos mais de 20 Movimentos, Pastorais e Organismos, que atualmente seguem o Plano Diocesano da Ação Evangelizadora, lançado em 2021, com vigência até 2025. Em sua história, até o momento aconteceram 15 Assembleias Diocesanas, sendo a última realizada em 2020.
Comunicando suas ações e sua vida eclesial também nos seus veículos de comunicação, a Diocese de União da Vitória conta há 66 anos com o seu Jornal Diocesano “Estrela Matutina”, a partir de 2024 o Jornal Estrela Matutina passa a ser impresso em edições trimestrais, saindo 4 edições ao ano, sua Emissora Rádio Educadora, fundada em 1964, com o Site da Diocese e suas redes sociais: YouTube, Facebook e Instagram.
Como padroeiro, a Diocese tem o Sagrado Coração de Jesus, e em 2017, um Decreto Diocesano colocou Nossa Senhora Aparecida como sua copadroeira.

## Bispos
|        | Nome                                | Período   | Notas                   |
| Bispos | Bispos                              | Bispos    | Bispos                  |
| ------ | ----------------------------------- | --------- | ----------------------- |
| 4º     | Walter Jorge Pinto                  | 2019-     | Atual                   |
| 3º     | Agenor Girardi, MSC †               | 2015-2018 | Faleceu no cargo        |
| 2º     | João Bosco Barbosa de Sousa, O.F.M. | 2007-2014 | Nomeado Bispo de Osasco |
| 1º     | Walter Michael Ebejer, O.P. †       | 1976-2007 | Bispo Emérito           |